# Grand Prix Ceramisti
Le Grand Prix Ceramisti  est une ancienne course cycliste en ligne italienne disputée de 1947 à 1964 en Ligurie. 
L'épreuve se disputait à Ponzano Magra, localité du nord de l'Italie, dans la province de La Spezia, région Ligurie.
Le Trophée remporté par la vainqueur portait le nom de "Coppa Vaccari". La "Coppa" était mise en compétition par l'organisateur de la course, la "Società Ciclistica Ceramica Vaccari".

## Palmarès
| Année | Vainqueur          | Deuxième             | Troisième             |
| ----- | ------------------ | -------------------- | --------------------- |
| 1947  | Giorgio Cargioli   |                      |                       |
| 1948  | Francesco Albani   | Luciano Frosini      | Vittorio Magni        |
| 1949  | Gino Campigli      |                      |                       |
| 1950  | Guido Bernardi     |                      |                       |
| 1951  | Rino Benedetti     |                      |                       |
| 1952  | Livio Isotti       | Giancarlo Astrua     | Giovanni Roma         |
| 1953  | Primo Volpi        | Livo Pugi            | Tranquillo Scudellaro |
| 1954  | Giuseppe Doni      | Franco Aureggi       | Arrigo Padovan        |
| 1955  | Aurelio Del Rio    | Vasco Ambrogio       | Marcello Pellegrini   |
| 1956  | Mario Tosato       | Waldemaro Bartolozzi | Valerio Chiarlone     |
| 1957  | Roberto Falaschi   | Adriano Zamboni      | Guido Carlesi         |
| 1958  | Giuseppe Fallarini | Carlo Azzini         | Paolo Guazzini        |
| 1959  | Luigi Tezza        | Dino Bruni           | Giuliano Michelon     |
| 1960  | Walter Martin      | Addo Kazianka        | Giuseppe Fallarini    |
| 1961  | Giuseppe Pardini   | Antonio Accorsi      | Silvano Ciampi        |
| 1962  | Giuseppe Fallarini | Renzo Fontona        | Carlo Azzini          |
| 1963  | Bruno Mealli       | Franco Cribiori      | Adriano Durante       |
| 1964  | Adriano Durante    | Bruno Mealli         | Michele Dancelli      |